# LaPerm
LaPerm é uma raça de gato classificada nos Estados Unidos em 1982. LaPerms possuem muitas cores e estilos. Geralmente tem uma personalidade bastante afetiva.

## Características físicas
O gato LaPerm possui pelagem cacheada, com espirais lembrando um saca-rolhas, é a marca registrada do LaPerm, em sua versão mais comum, a de pêlo longo.
O filhote pode nascer com ou sem pêlos e estes podem vir lisos (encrespam-se com o tempo) ou crespos. Quando nasce careca, começa a ganhar pêlos entre a quinta e a oitava semana de vida. 

## Temperamento
Com um comportamento bastante interativo, é um gato para quem gosta de animais participativos dos costumes da casa. Sua personalidade marcante faz com que ele desenvolva uma forte ligação afetiva com os donos e esteja sempre pronto para brincadeiras, até mesmo com estranhos. 
Logo que abre os olhos, às vezes até antes, já busca a atenção humana. Conforme cresce, torna-se ativo, desejando sempre estar em contato com o mundo que o cerca. Faz de tudo para ser notado e, se malsucedido, dá meia volta e tenta o divertimento de alguma outra forma, sem rancor algum.